# Nu denna dag förliden är
Nu denna dag förliden är är en gammal aftonpsalm i fem verser av Johann Leo, troligen från 1611, med titelraden Ich hab nun hinbraucht diesen Tag som översattes av Petrus Brask 1690 via en tysk bearbetning från 1640 (med titelraden Nun ist vollbracht auch dieser Tag). Psalmen bearbetades senare av Johan Olof Wallin 1814 och alla verserna bibehölls.
Psalmen inleds i 1695 års psalmbok med orden:
Nu thenne dagh framliden är
Jagh tigh, o Gudh! mitt lof hembär
Enligt 1697 års koralbok är melodin samma som används till psalmerna Idagh är HErrans Sabbathsdagh (1695 nr 230), Uti din nåd, o Fader blid (1695 nr 239), Din klara Sool / o Fader wår! (1695 nr 314) och At tu Gudh i then mörcka natt (1695 nr 353).
|  |
|  |

## Publicerad som
- Nr 374 i 1695 års psalmbok under rubriken "AftonPsalmer".
- Nr 441 i 1819 års psalmbok under rubriken "Med avseende på särskilda personer, tider och omständigheter: Morgon och afton: Aftonpsalmer".
- Nr 441 i 1937 års psalmbok under rubriken "Afton".